# N635 (België)
De N635 en N635z zijn samen een gewestweg in de Belgische provincie Luik. De weg verbindt de N633 ten noordoosten van Tilff met de N680 bij Sart-Tilman. De lengte is ongeveer 5 kilometer.
Het zijn deels twee boulevards met eenrichtingverkeer die gescheiden van elkaar lopen over het terrein van Universiteit van Luik bij Sart-Tilman. De wegnummers worden lokaal niet op de borden aangegeven.